# Cyrtosia subnitens
Cyrtosia subnitens is een vliegensoort uit de familie van de Mythicomyiidae. De wetenschappelijke naam van de soort is voor het eerst geldig gepubliceerd in 1972 door Zaitzev.